# Yang Ji-in
Yang Ji-in (em coreano:  양지인; Namwon, 20 de maio de 2003) é uma atiradora esportiva sul-coreana.

## Carreira
Ela foi medalhista de bronze nos Jogos Asiáticos de 2022 em Hangzhou. No Campeonato Mundial de Tiro ISSF de 2023, ela ganhou uma medalha de prata, ficando atrás de Kim Ye-ji. Yang no Campeonato Mundial ISSF de 2022 ganhou a medalha de prata com Kim min-seo e Kim Ye-seol na equipe de pistola 25m Junior e eles ganharam a medalha de bronze na equipe de pistola de ar 10m Junior. Ela foi medalha de ouro na Copa do Mundo ISSF de Baku de 2024 na pistola de 25 metros e ganhou a medalha de ouro no Campeonato Asiático de Rifle/Pistola de 2024 em Jacarta na pistola de 25 metros.
Nos Jogos Olímpicos de Verão de 2024, em Paris, conquistou a medalha de ouro na prova de pistola livre 25 m feminino. Em outubro de 2024, ela foi homenageada como a atleta feminina do ano pela Federação Internacional de Tiro Esportivo (ISSF), celebrando suas realizações notáveis no tiro esportivo.